# Purwodadi (Arga Makmur)
Purwodadi is een bestuurslaag in het regentschap Bengkulu Utara van de provincie Bengkulu, Indonesië. Purwodadi telt 8247 inwoners (volkstelling 2010).